# Mistrovství světa v biatlonu 2023 – smíšený závod dvojic
Smíšený závod dvojic na Mistrovství světa v biatlonu 2023 se konal ve čtvrtek 16. února v oberhofském biatlonovém stadionu Lotto Thüringen Arena am Rennsteig jako druhý kolektivní závod šampionátu. Start proběhl podle plánu v 15:10 hodin středoevropského času. Do závodu nastoupil 27 dvojic.
Obhájcem prvenství byli francouzští závodnici Antonin Guigonnat a Julia Simonová, kteří do závodu nezasáhli. Francie ve změněné sestavě obsadila páté místo.
Zvítězila norská dvojice ve složení Marte Olsbuová Røiselandová a Johannes Thingnes Bø. Pro Johannese Bø to bylo páté vítězství na tomto mistrovství a Olsbuová Røiselandová tak získala svou třináctou zlatou medaili z mistrovství světa, čímž o jednu překonala dosavadní rekordmanku Němku Magdalenu Neunerovou, která vyhrála 12 závodů.

## Průběh závodu

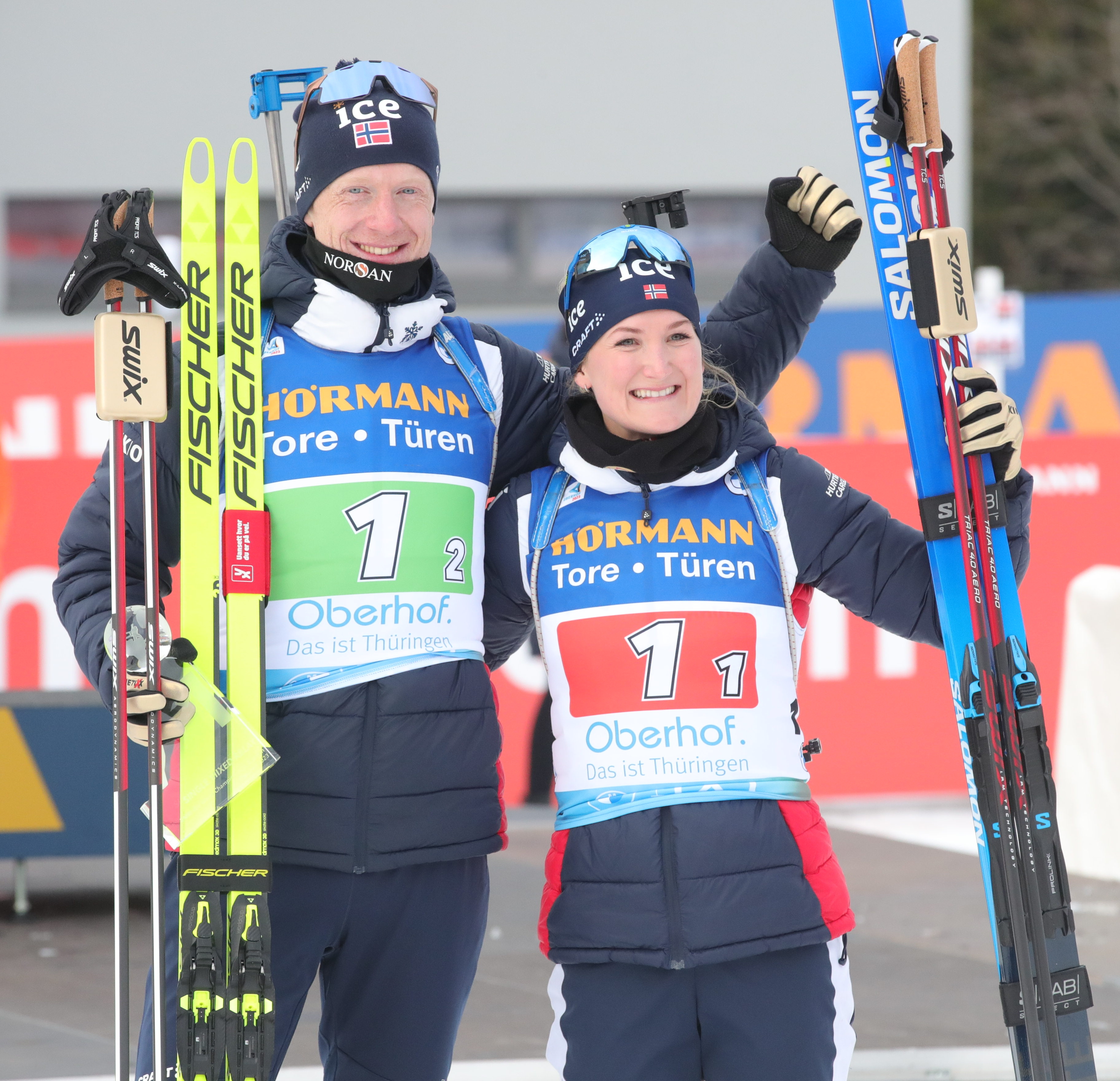
Vítězný norský tým – Olsbuová Røiselandová a Johannes Bø

V závodě se zpočátku udržovala v čele Itálie s Lisou Vittozziovou spolu s Rakouskem, za které jela Lisa Theresa Hauserová. Norsko vinou pomalejší střelby jelo až za nimi, ale když nastoupil na první úsek Johannes Thingnes Bø, ztrátu dojel. Tyto tři týmy si postupně vytvořily až minutový náskok na ostatní štafety. Na předposlední střelbu přijel s malým náskokem Bø, ale nezasáhl zde čtyři terče a musel na trestné kolo. Ztrátu 11 vteřin na Itálii a Rakousko dojel, na poslední střelbě zastřílel čistě a nejrychleji ze všech a s náskokem deseti vteřin odjížděl před Rakušanem Davidem Komatzem pro vítězství. Třetí skončila Itálie: Tommaso Giacomel jel sice po poslední střelbě dvě trestná kola, ale Švédsko a Francie na dalších místech musely také na trestný okruh, takže si téměř půlminutový náskok udržel. Překvapením závodu bylo osmé místo moldavské dvojice. Přestože vítr na střelnici nebyl příliš silný, většina týmů špatně střílela: pouze 4 štafety z 21 (které dojely do cíle) nemusely na trestné kolo.
Marte Olsbuová Røiselandová a Johannes Thingnes Bø tak společně ovládli i třetí závod smíšených dvojic na mistrovství světa, do kterého spolu nastoupili. Norsko tak ovládlo ovládlo třetí ze čtyř závodů této disciplíny, která byla do programu mistrovství zařazena v roce 2019. Už desáté stupně vítězů v této disciplíně zaznamenala Rakuška Lisa Theresa Hauserová, která dojela s Davidem Komatzem na druhém místě.
Tereza Voborníková za český tým střílela zpočátku čistě, ale při střelbě vstoje potřebovala všechny náhradní náboje a předávala na 12. místě. Michal Krčmář pak jel sice rychleji, ale při své první střelbě zasáhl osmi ranami jen tři terče a klesl na 19. pozici. Voborníková se na svém druhém úseku ve střelbě zlepšila a posunula na 15. místo, ale Krčmář musel opět na trestné kolo a zlepšil se už jen na 14. pozici v cíli.

## Výsledky
| Pořadí                                 | č. | závodníci                                                                                                | střelba (L+S)                           | čas                                      | ztráta  |
| -------------------------------------- | -- | --- | --------------------------------------- | ---------------------------------------- | ------- |
| Zlatá medaile                          | 1  | Norsko Marte Olsbuová Røiselandová Johannes Thingnes Bø Marte Olsbuová Røiselandová Johannes Thingnes Bø | 35:37,1 8:42,6 7:36,4 8:33,3 10:44,8    | 1+6 0+0 0+2 0+0 0+1 0+0 0+0 0+0 1+3 0+0  |         |
| Stříbrná medaile                       | 5  | Rakousko Lisa Theresa Hauserová David Komatz Lisa Theresa Hauserová David Komatz                         | 35:50,9 8:30,8 7:46,0 8:44,7 10:49,4    | 0+3 0+3 0+0 0+1 0+1 0+0 0+1 0+1          | +13,8   |
| Bronzová medaile                       | 11 | Itálie Lisa Vittozziová Tommaso Giacomel Lisa Vittozziová Tommaso Giacomel                               | 36:28,1 8:29,0 7:52,6 8:38,5 11:28,0    | 0+2 2+7 0+0 0+1 0+1 0+1 0+0 0+2 0+1 2+3  | +51,0   |
| 4.                                     | 10 | Švédsko Hanna Öbergová Sebastian Samuelsson Hanna Öbergová Sebastian Samuelsson                          | 36:53,5 8:32,0 8:21,4 8:37,3 11:22,8    | 0+5 1+7 0+1 0+1 0+3 0+1 0+0 0+2 0+1 1+3  | +1:16,4 |
| 5.                                     | 2  | Francie Lou Jeanmonnotová Fabien Claude Lou Jeanmonnotová Fabien Claude                                  | 36:59,0 9:20,9 7:46,3 8:49,7 11:02,1    | 0+3 1+9 0+2 0+3 0+0 0+2 0+1 0+1 0+0 1+3  | +1:21,9 |
| 6.                                     | 13 | Německo Sophia Schneiderová Philipp Nawrath Sophia Schneiderová Philipp Nawrath                          | 37:07,8 8:50,6 8:02,0 9:17,1 10:58,1    | 1+5 0+7 0+0 0+3 1+3 0+0 0+2 0+1          | +1:30,7 |
| 7.                                     | 14 | Slovinsko Polona Klemenčičová Jakov Fak Polona Klemenčičová Jakov Fak                                    | 37:15,2 9:24,4 7:57,7 8:47,6 11:05,5    | 0+2 0+6 0+1 0+2 0+0 0+1 0+1 0+0 0+0 0+3  | +1:38,1 |
| 8.                                     | 9  | Moldavsko Alina Stremousová Maksim Makarov Alina Stremousová Maksim Makarov                              | 37:37,8 9:23,0 7:49,0 8:56,6 11:29,2    | 0+5 0+2 0+2 0+1 0+1 0+0 0+0 0+0 0+2 0+1  | +2:00,7 |
| 9.                                     | 18 | Estonsko Tuuli Tomingasová Rene Zahkna Tuuli Tomingasová Rene Zahkna                                     | 38:01,9 9:05,8 8:45,7 9:03,5 11:06,9    | 1+7 0+2 0+1 0+1 1+3 0+1 0+2 0+0 0+1 0+0  | +2:24,8 |
| 10.                                    | 4  | Finsko Suvi Minkkinenová Olli Hiidensalo Suvi Minkkinenová Olli Hiidensalo                               | 38:04,3 8:51,6 8:03,5 9:25,3 11:43,9    | 0+5 2+8 0+1 0+1 0+1 1+3 0+2 1+3          | +2:27,2 |
| 11.                                    | 6  | USA Deedra Irwinová Paul Schommer Deedra Irwinová Paul Schommer                                          | 38:07,0 9:19,4 8:06,7 9:16,2 11:24,7    | 0+3 1+10 0+0 0+3 0+2 0+2 0+1 0+2 0+0 1+3 | +2:29,9 |
| 12.                                    | 3  | Švýcarsko Lena Häckiová-Großová Niklas Hartweg Lena Häckiová-Großová Niklas Hartweg                      | 38:18,4 9:22,8 8:19,1 9:33,1 11:03,4    | 0+9 2+12 0+3 1+3 0+2 0+3 0+3 1+3 0+1 0+3 | +2:41,3 |
| 13.                                    | 23 | Kanada Emma Lunderová Adam Runnalls Emma Lunderová Adam Runnalls                                         | 38:24,1 9:06,8 8:51,5 9:05,8 11:20,0    | 0+5 2+6 0+1 0+1 0+2 2+3 0+0 0+0 0+2 0+2  | +2:47,0 |
| 14.                                    | 15 | Česko Tereza Voborníková Michal Krčmář Tereza Voborníková Michal Krčmář                                  | 38:24,8 9:09,5 8:55,7 9:09,1 11:10,5    | 2+4 1+9 0+0 0+3 2+3 0+3 0+1 0+0 0+0 1+3  | +2:47,7 |
| 15.                                    | 7  | Ukrajina Anastasija Merkušinová Dmytro Pidručnyj Anastasija Merkušinová Dmytro Pidručnyj                 | 38:25,3 9:07,3 8:03,0 10:11,5 11:03,5   | 0+2 4+9 0+0 0+2 0+1 0+1 0+1 3+3 0+0 1+3  | +2:48,2 |
| 16.                                    | 12 | Polsko Anna Mąková Marcin Zawol Anna Mąková Marcin Zawol                                                 | 38:45,0 8:58,2 8:38,5 8:57,6 12:10,7    | 1+5 0+4 0+0 0+0 0+2 0+2 0+0 0+0 1+3 0+2  | +3:07,9 |
| 17.                                    | 27 | Belgie Lotte Lieová Florent Claude Lotte Lieová Florent Claude                                           | 38:57,4 9:12,7 8:07,5 9:22,8 12:14,4    | 1+7 1+4 0+1 0+1 0+2 0+0 0+1 0+0 1+3 1+3  | +3:20,3 |
| 18.                                    | 20 | Kazachstán Ljudmila Achatovová Alexandr Muchin Ljudmila Achatovová Alexandr Muchin                       | 39:07,4 10:08,7 8:08,6 9:32,5 11:17,6   | 0+4 0+5 0+1 0+3 0+1 0+1 0+0 0+1 0+2 0+0  | +3:30,3 |
| 19.                                    | 25 | Lotyšsko Baiba Bendiková Andrejs Rastorgujevs Baiba Bendiková Andrejs Rastorgujevs                       | 39:24,8 8:53,8 8:30,8 10:07,9 11:52,3   | 1+9 3+7 0+1 0+0 1+3 0+1 0+3 2+3 0+2 1+3  | +3:47,7 |
| 20.                                    | 22 | Bulharsko Daniela Kadevová Anton Sinapov Daniela Kadevová Anton Sinapov                                  | 39:35,0 0+2 0+2 0+0 0+2 0+1 0+1 0+0 1+3 | 0+3 1+8 9:46,8 8:09,0 9:47,9 11:51,3     | +3:57,9 |
| 21.                                    | 21 | Litva Gabrielė Leščinskaitėová Tomas Kaukenas Gabrielė Leščinskaitėová Tomas Kaukenas                    | 39:45,6 9:48,8 8:28,9 9:19,1 12:08,8    | 0+4 0+9 0+0 2+3 0+1 0+3 0+0 0+0 0+3 1+3  | +4:08,5 |
| 22.                                    | 8  | Japonsko Fujuko Tačizakiová Mikito Tačizaki Fujuko Tačizakiová Mikito Tachizaki                          | LAP 9:34,3 8:39,9 10:14,5               | 0+1 0+3 0+2 0+2 0+0 3+3 0+0              |         |
| 23.                                    | 16 | Rumunsko Anastasia Tolmacheva George Buta Anastasia Tolmacheva George Buta                               | LAP 10:37,1 8:06,3                      | 0+0 3+3 0+0 0+1 0+0 0+3                  |         |
| 24.                                    | 19 | Slovensko Mária Remeňová Michal Šíma Mária Remeňová Michal Šíma                                          | LAP 9:39,3 8:55,3                       | 0+1 1+3 0+0 2+3 0+1 1+3                  |         |
| 25.                                    | 17 | Jižní Korea Jekatěrina Avvakumovová Timofej Lapšin Jekatěrina Avvakumovová Timofej Lapšin                | LAP 10:10,0 8:03,0                      | 1+3 0+2 0+0 0+2 2+3 0+3                  |         |
| 26.                                    | 24 | Chorvatsko Anika Kožicová Krešimir Crnković Anika Kožicová Krešimir Crnković                             | LAP 10:20,5 8:57,5                      | 0+1 3+3 0+1 1+3 0+1                      |         |
| 27.                                    | 26 | Čína Čchu Jüan-meng Jen Sing-jüan Čchu Jüan-meng Jen Sing-jüan                                           | LAP 9:56,0 9:12,3                       | 0+2 0+1 0+1 1+3 0+2                      |         |
| Zdroj: LAP – tým byl předběhnut o kolo |    | |                                         |                                          |         |

## Další fotografie

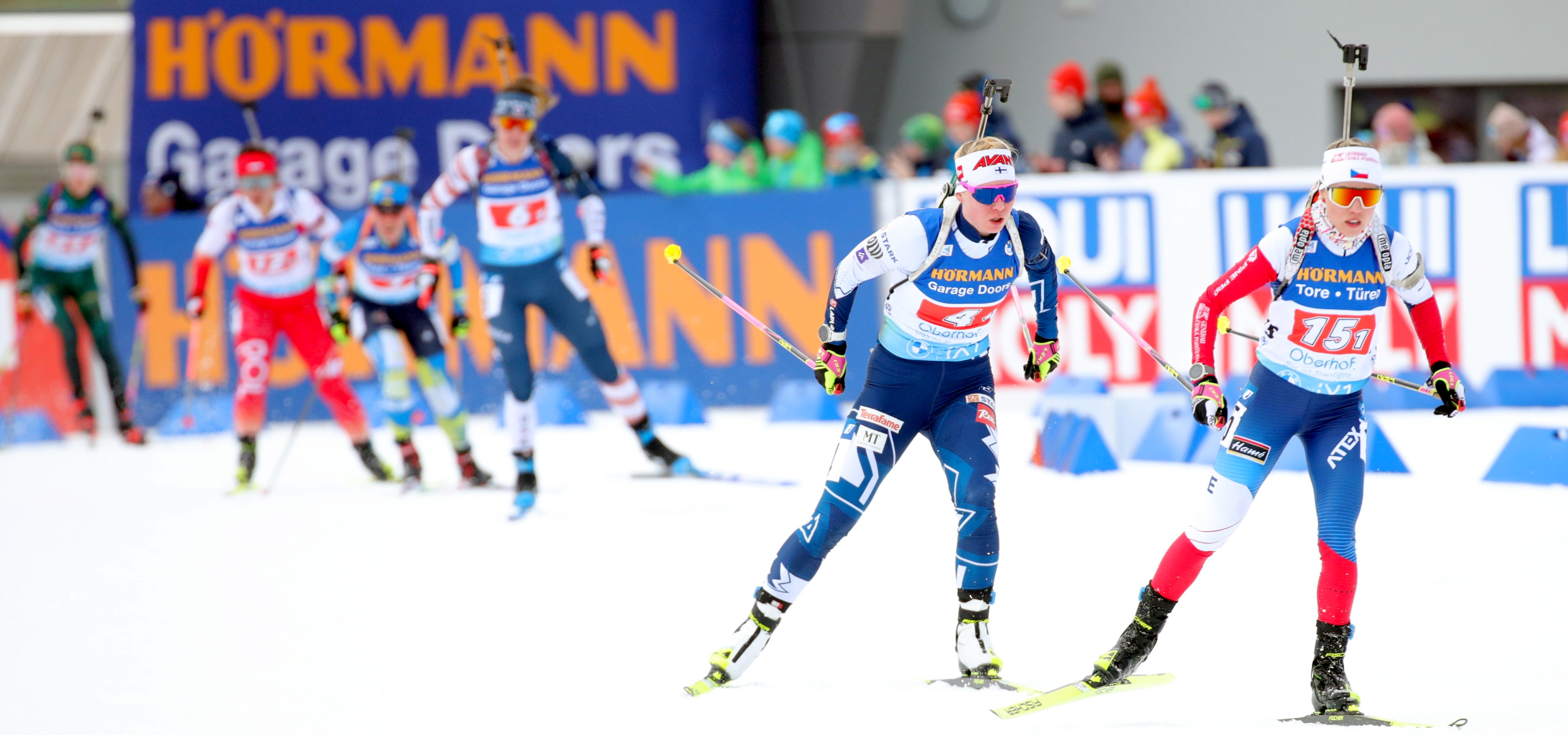
Tereza Voborníková (vpravo) před Finkou Suvi Minkkinenovou
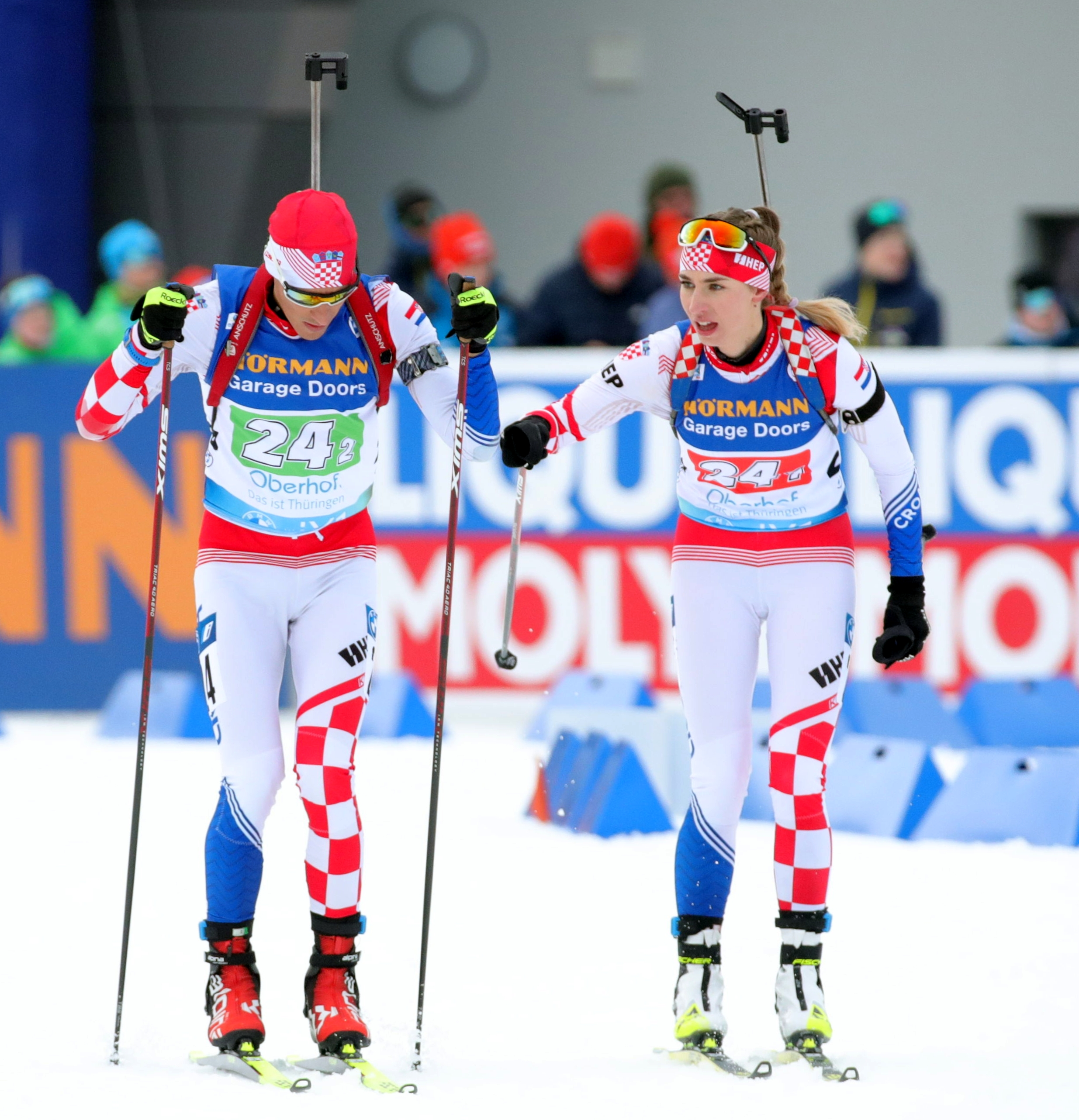
Předávka chorvatské štafety
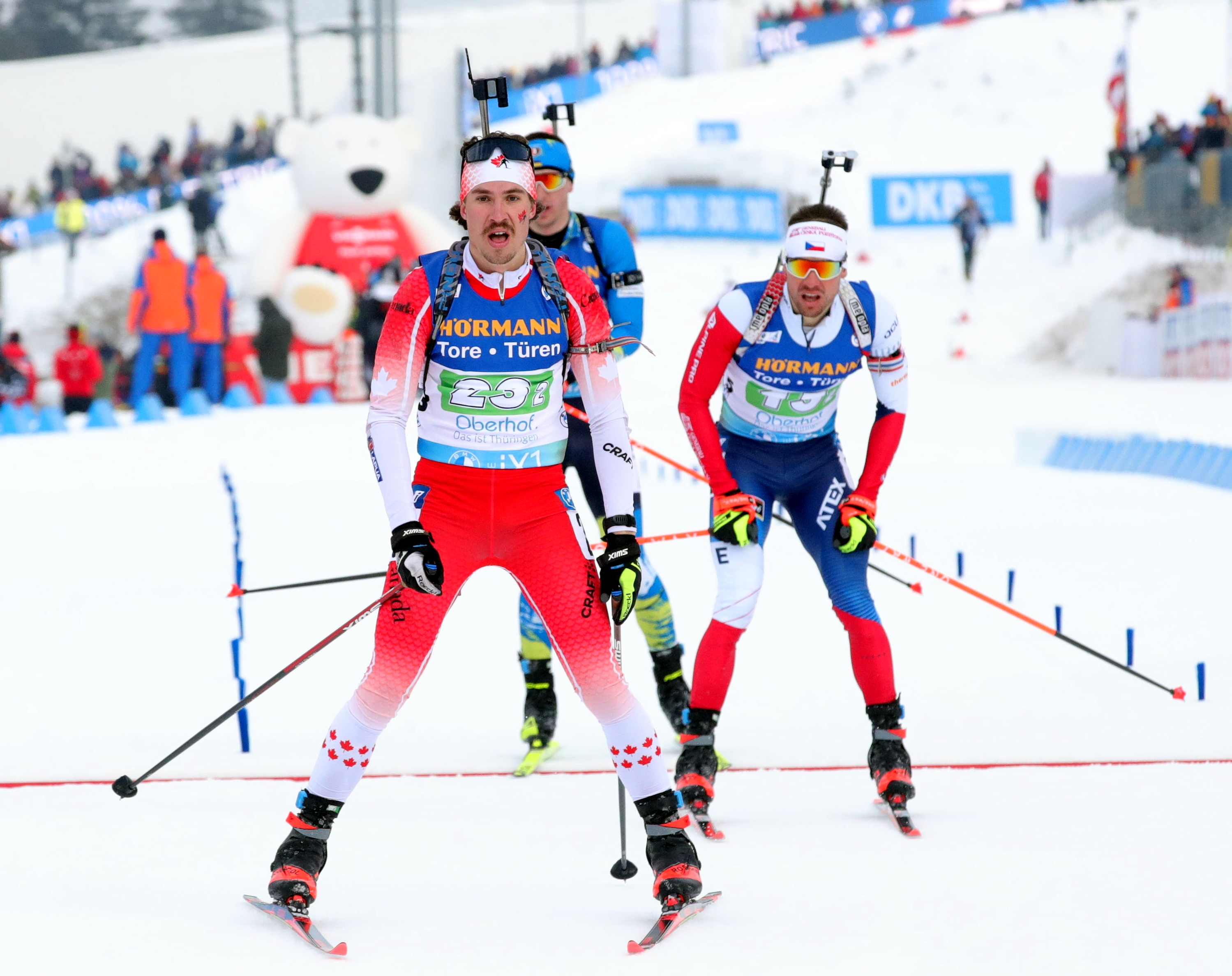
Michal Krčmář dojíždí do cíle za Kanaďanem Adamem Runnallsem
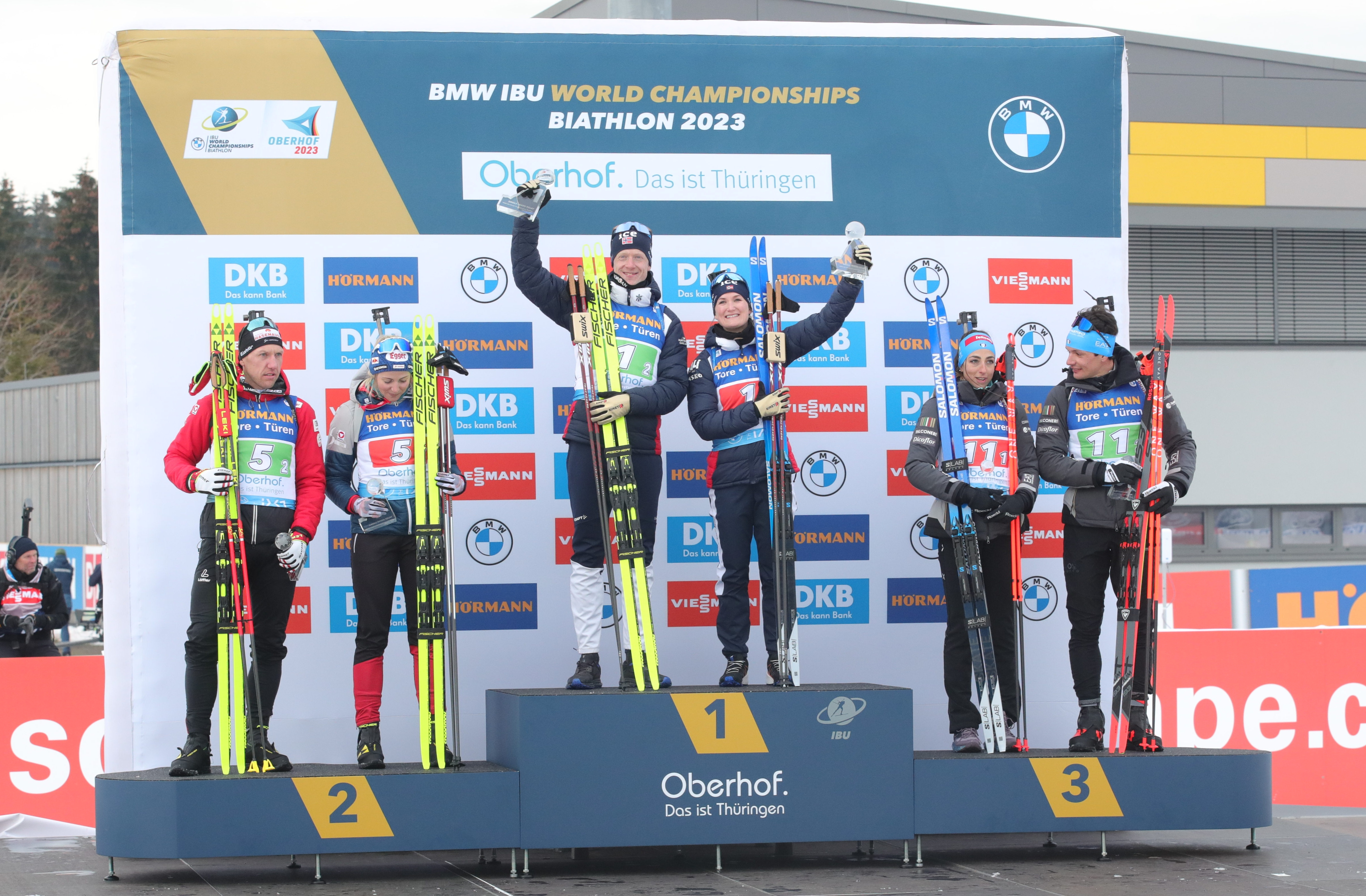
Stupně vítězů